# Henri Goffinet
Pour les autres membres de la famille, voir Famille Goffinet.
Le baron Henri Goffinet (1884-1958) est un homme de lettres belge francophone, docteur en droit, avocat, conseiller communal de Bruxelles, membre du Conseil culturel d’expression française, membre de l’Académie luxembourgeoise, officier de l’Ordre de la Couronne avec rayures d’or, connu lors de l'entre-deux-guerres par toute une série de conférences et d'écrits portant sur des thèmes aussi variés que la foi, la philosophie, la politique ou l'histoire.

## Biographie
Petit-neveu des barons Goffinet, hommes de confiance de Léopold II, issu du mariage entre un ingénieur et administrateur des mines et ancien consul à Madrid, Alphonse-Jules-Joseph-Théodule Goffinet, fils d'Adrien-François-Théodule, colonel de cavalerie et d'Adèle Coenegracht et Anna Quairier, fille de Joseph, directeur à la Société générale de Belgique, et d'Eléonore Drugman. Un croquis généalogique existe.
Il habite Bruxelles et le château de Reux (Belgique) érigé par son père et passe ses vacances chez ses cousins qui ont repris la propriété familiale des Quairier à Brugelette en Hainaut, dont Robert Goffinet.
Henri Goffinet choisit de réaliser des études de droit à Bruxelles, aux Facultés universitaires Saint-Louis, puis à l'Université libre de Bruxelles. Avocat au barreau de Bruxelles, il multiplie les contacts avec le monde politique et judiciaire au début du XXe siècle.
Il est anobli et créé baron le 16 février 1946.

## Distinctions
- Officier de l'ordre de la Couronne

## Œuvre
Comme le baron Henri de Trannoy, il collabore avec la Revue générale.
- Liberté, égalité, fraternité  (1914)
- Jansénius et le Jansénisme  (1920)
- La question linguistique et l'Union nationale (1931)
- L'enseignement des Jésuites (1931)